# Propagandaminister
Propagandaminister är den minister i ett lands regering som har till uppgift att sprida landets ideologi och andra idéer till allmänheten. Propagandaminister är framför allt en historisk beteckning som bland annat användes i Nazityskland, då Joseph Goebbels innehade posten inom Ministeriet för allmänhetens upplysning och propaganda.
Motsvarande post i senare regeringar kallas ofta informationsminister.